# Devils Bit
Devil's Bit (gaélico, Barnane Éile) es una montaña en el condado de Tipperary, República de Irlanda. Queda al noroeste de la ciudad de Templemore y es, según la Ordnance Survey Ireland, 478 m (1570 pies) sobre el nivel del mar en su punto de mayor elevación. La montaña usualmente se asciende a través del pueblo de Barnane. Hay un aparcamiento en la base cerca del pueblo.

## Historia
Según una leyenda local, la montaña obtuvo su nombre debido a que el diablo (devil en inglés) le dio un mordisco (bit). Hay una pequeña grieta en la montaña entre un saliente de roca, conocido como "the Rock") y otra pequeña meseta. El "mordisco" del diablo se supone que hizo este agujero. La leyenda también sugiere que el diablo se rompió los dientes mordiendo y que la Rock of Cashel cayó de su boca a donde está ahora.
La torre al aproximarse a la cumbre se conoce como Carden's Folly.  Los Cardens fueron una familia aristocrática angloirlandesa que eran propietarios de gran parte del territorio en la región en los siglos XVIII y XIX. Las ruinas del castillo de Carden están en las laderas inferiores de las montañas.
Se erigió una cruz en "the Rock" en 1954 en conmemoración del 'Año mariano celebrado por la Iglesia católica. En los ochenta[cita requerida] la cruz fue iluminada. Se celebró la santa misa en la base de "the Rock" todos los años en "Rock Sunday". Una estatua de la Virgen María se erigió en 1988.
Un artículo de 1980 en la revista Nature descubrió el hallazgo en la montaña del primer registro de una flora fósil que contenía un esporangio de tipo Cooksonia.

## Topografía

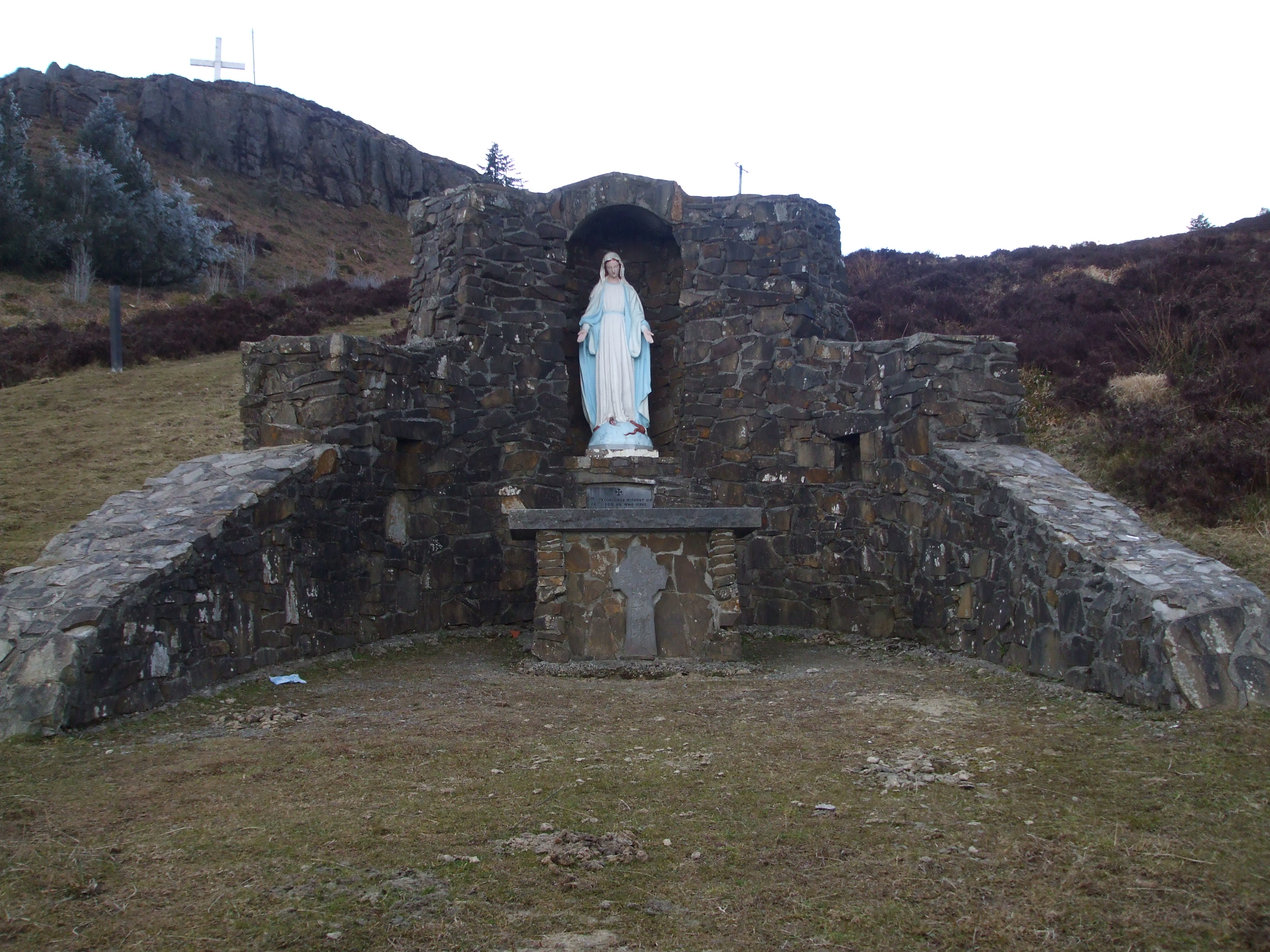
Estatua de la Virgen María.

La extremidad suroeste de la cordillera Slieve Bloom justo alcanza Tipperary en Roscrea. El valle en el que Roscrea se alza separa este extremo de Slieve Bloom de la sierra Devil's Bit, que comienza inmediatamente al sur de la ciudad y gira al suroeste. Esta montaña tiene un agujero singular en su contorno (muy conspicuo desde el ferrocarril), desde el que anteriormente fue llamado Barnane-Ely, por ejemplo, la montaña con agujeros de Ely (el antiguo territorio en el que estaba situado), que es todavía el nombre de la parroquia. Las otras cumbres principales son Kilduff Mountain (1.462 pies), Borrisnoe (1.471 pies) y Benduff (1.399 pies), todo cerca de Devil's Bit en una línea al noroeste; y cuatro millas al suroeste de Devil's Bit, Knockanora (1.429 pies) y Latteragh (1.257 pies).
Devil's Bit ofrece amplias vistas del país que lo rodea. Se dice que nueve condados pueden verse desde su cumbre: el propio Tipperary, Clare, Cork, Galway, Kilkenny, Laois, Limerick, Offaly y Waterford. Hay duda de si alguna parte del condado de Cork realmente se ve. Pueden, claramente,[cita requerida] verse los montes Knockmealdown y montes Comeragh en Waterford, junto con los Galtees, y, al noroeste, Lough Derg y el río Shannon.
La estación de triangulación que marca el punto más alto de la montaña está sobre una larga meseta. Hay un campo de tiro militar en las laderas occidentales de la montaña.